# Водозливна гребля

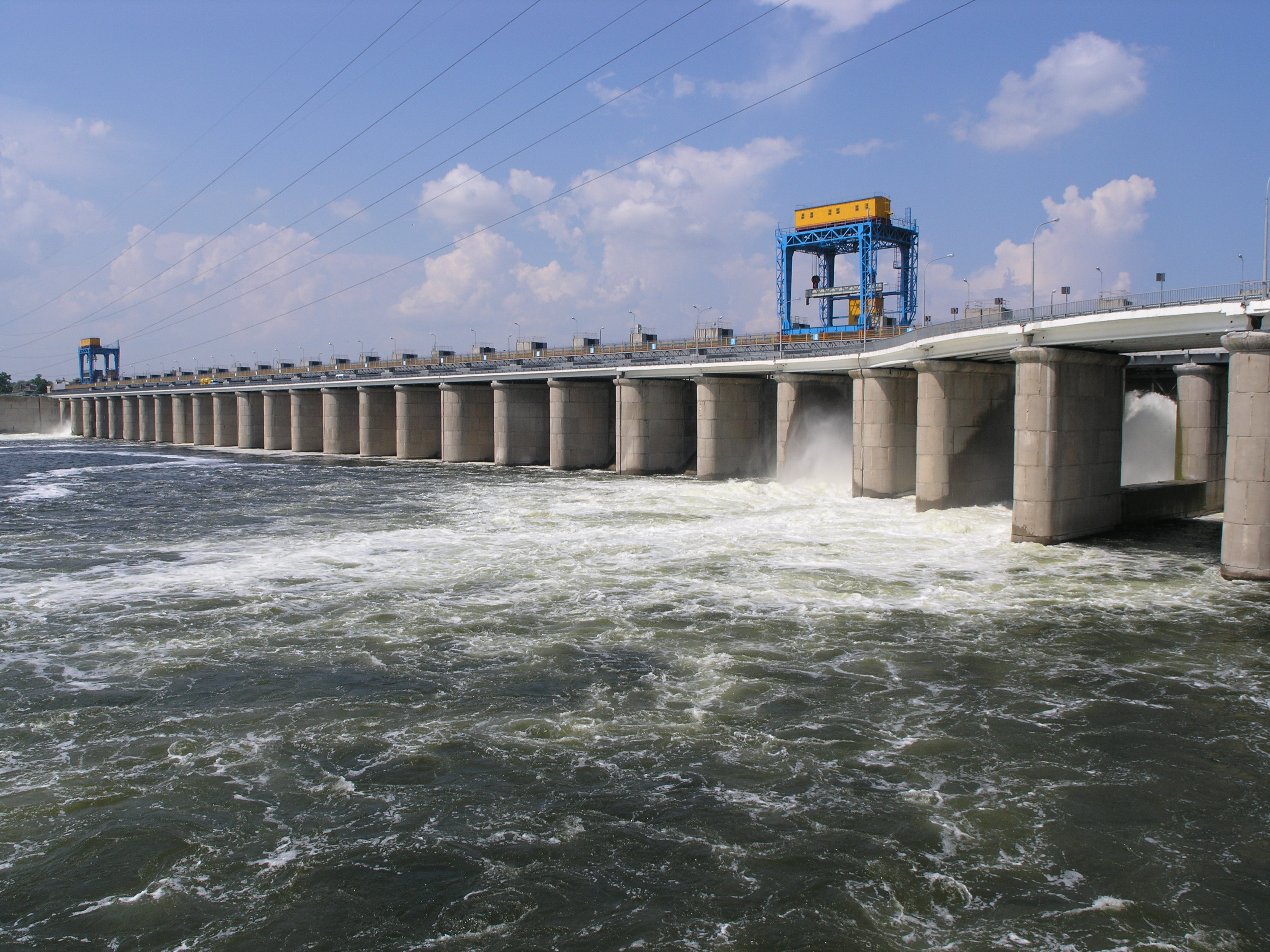
Водозливна гребля Каховської ГЕС

Водозливна́ гре́бля (англ. overflow dam) — гребля з переливанням зайвої (паводкової) води по всій довжині гребеня; різновид водоскидної споруди.
На гребені водозливної греблі споруджують водозливні отвори: проміжні обмежують биками, крайні — стоянами, що з'єднують греблю з іншими спорудами гідровузла або берегами. Відкриття отворів регулюють (залежно від витрати і рівня води перед греблею) гідротехнічними затворами. У водозливній греблі на нескельній основі є понур, водобій та рисберма. Водозливні греблі будують з бетону, залізобетону, каменю або дерева. Крім води, через водозливні отвори водозливної греблі пропускають кригу, наноси, іноді сплавний ліс, при допустимих швидкостях течії — судна.